# Flecha Valona 2019
La 83.ª edición de la clásica ciclista Flecha Valona fue una carrera en Bélgica que se celebró el 24 de abril de 2019 sobre un recorrido de 195,5 kilómetros con inicio en la ciudad de Ans situado en Valonia, en la provincia de Lieja, y final en el municipio de Huy.
La carrera, además de ser la segunda clásica de las Ardenas, formó parte del UCI WorldTour 2019, siendo la decimonovena competición del calendario de máxima categoría mundial. El vencedor fue el francés Julian Alaphilippe del Deceuninck-Quick Step seguido del danés Jakob Fuglsang del Astana y el italiano Diego Ulissi del UAE Emirates.

## Recorrido
El recorrido tuvo algunos cambios con relación a la edición anterior, como importante novedad la línea de salida regresa a la ciudad de Ans situado en la Región Valona de Bélgica, desde allí el pelotón puso rumbo hacia las cimas de la Côte de Tancrémont y la Côte des Forges para, acto seguido, abandonar las carreteras de la provincia de Lieja en Bélgica e ingresar a carreteras del país de Luxemburgo por unos cuantos kilómetros. Más adelante, de nuevo en Bélgica, los continuos toboganes seguirán minando la moral y las fuerzas de los corredores hasta llegar al primer paso por el tríptico de la Côte d’Ereffe, Côte de Cherave, y el Muro de Huy, y afrontar las tres vueltas al circuito final de 29 kilómetros y finalizar en el tradicional Muro de Huy.
| Cotas de la carrera |                       |              |                 |           |
| Número              | Nombre                | Longitud (m) | Pendiente media | Kilómetro |
| ------------------- | --------------------- | ------------ | --------------- | --------- |
| 1                   | Côte de Tancrémont    | 2600         | 5,9 %           | 46        |
| 2                   | Côte des Forges       | 1300         | 7,8 %           | 57        |
| 3                   | Côte d'Ereffe         | 2100         | 5 %             | 120,5     |
| 4                   | Côte de Cherave       | 1300         | 8,1 %           | 131       |
| 5                   | Muro de Huy (1ª paso) | 1300         | 9,6 %           | 137       |
| 6                   | Côte d'Ereffe         | 2100         | 5 %             | 149,5     |
| 7                   | Côte de Cherave       | 1300         | 8,1 %           | 160,5     |
| 8                   | Muro de Huy (2ª paso) | 1300         | 9,6 %           | 166       |
| 9                   | Côte d'Ereffe         | 2100         | 5 %             | 178,5     |
| 10                  | Côte de Cherave       | 1300         | 8,1 %           | 189,5     |
| 11                  | Muro de Huy (3ª paso) | 1300         | 9,6 %           | 195       |

## Equipos participantes
Tomaron parte en la carrera 25 equipos: 18 de categoría UCI WorldTour 2019 invitados por la organización; y 7 de categoría Profesional Continental. Formando así un pelotón de 175 ciclistas de los que acabaron 102. Los equipos participantes fueron:
| WorldTeams (18)- AG2R La Mondiale - Astana - Bahrain-Merida - Bora-hansgrohe - CCC Team - Deceuninck-Quick Step - Dimension Data - EF Education First - Groupama-FDJ - Team Jumbo-Visma - Lotto Soudal - Mitchelton-Scott - Movistar Team - Katusha-Alpecin - Sky - Team Sunweb - Trek-Segafredo - UAE Team Emirates Equipos continentales profesionales (7)- Cofidis, Solutions Crédits - Euskadi Basque Country-Murias - Israel Cycling Academy - Rally UHC Cycling - Sport Vlaanderen-Baloise - Wallonie Bruxelles - Wanty-Groupe Gobert |
| |

## Clasificaciones finales
- Las clasificaciones finalizaron de la siguiente forma:[4]

### Clasificación general
| \| Clasificación general \| Clasificación general \| Clasificación general \| Clasificación general \| Clasificación general \| \| Ciclista \| Ciclista \| Equipo \| Tiempo \| \| \| --------------------- \| --------------------- \| --------------------- \| --------------------- \| --------------------- \| \| 1.º \| Julian Alaphilippe \| Deceuninck-Quick Step \| 4 h 55 min 14 s \| \| \| 2.º \| Jakob Fuglsang \| Astana \| + 0 s \| \| \| 3.º \| Diego Ulissi \| UAE Team Emirates \| + 6 s \| \| \| 4.º \| Bjorg Lambrecht \| Lotto-Soudal \| + 8 s \| \| \| 5.º \| Maximilian Schachmann \| Bora-Hansgrohe \| + 8 s \| \| \| 6.º \| Bauke Mollema \| Trek-Segafredo \| + 8 s \| \| \| 7.º \| Patrick Konrad \| Bora-Hansgrohe \| + 8 s \| \| \| 8.º \| Michael Matthews \| Team Sunweb \| + 8 s \| \| \| 9.º \| Jelle Vanendert \| Lotto-Soudal \| + 11 s \| \| \| 10.º \| Enrico Gasparotto \| Dimension Data \| + 11 s \| \| |                       |                       |                 |
| |                       |                       |                 |
| Fuente: ProCyclingStats |                       |                       |                 |
| Clasificación general |                       |                       |                 |
| Ciclista | Ciclista              | Equipo                | Tiempo          |
| 1.º | Julian Alaphilippe    | Deceuninck-Quick Step | 4 h 55 min 14 s |
| 2.º | Jakob Fuglsang        | Astana                | + 0 s           |
| 3.º | Diego Ulissi          | UAE Team Emirates     | + 6 s           |
| 4.º | Bjorg Lambrecht       | Lotto-Soudal          | + 8 s           |
| 5.º | Maximilian Schachmann | Bora-Hansgrohe        | + 8 s           |
| 6.º | Bauke Mollema         | Trek-Segafredo        | + 8 s           |
| 7.º | Patrick Konrad        | Bora-Hansgrohe        | + 8 s           |
| 8.º | Michael Matthews      | Team Sunweb           | + 8 s           |
| 9.º | Jelle Vanendert       | Lotto-Soudal          | + 11 s          |
| 10.º | Enrico Gasparotto     | Dimension Data        | + 11 s          |

## UCI World Ranking
La Flecha Valona otorgó puntos para el UCI World Ranking para corredores de los equipos en las categorías UCI WorldTeam, Profesional Continental y Equipos Continentales. Las siguientes tablas son el baremo de puntuación y los 10 corredores que obtuvieron más puntos:
| Posición   | 1.º | 2.º | 3.º | 4.º | 5.º | 6.º | 7.º | 8.º | 9.º | 10.º | 11.º | 12.º | 13.º | 14.º | 15.º | 16.º-20.º | 21.º-30.º | 31.º-50.º | 51.º-55.º | 56.º-60.º |
| Puntuación | 400 | 320 | 260 | 220 | 180 | 140 | 120 | 100 | 80  | 68   | 56   | 48   | 40   | 32   | 28   | 24        | 16        | 8         | 4         | 2         |

| Clasificación |                       |                       |        |
| Ciclista      | Ciclista              | Equipo                | Puntos |
| ------------- | --------------------- | --------------------- | ------ |
| 1.º           | Julian Alaphilippe    | Deceuninck-Quick Step | 400    |
| 2.º           | Jakob Fuglsang        | Astana                | 320    |
| 3.º           | Diego Ulissi          | UAE Emirates          | 260    |
| 4.º           | Bjorg Lambrecht       | Lotto Soudal          | 220    |
| 5.º           | Maximilian Schachmann | Bora-Hansgrohe        | 180    |
| 6.º           | Bauke Mollema         | Trek-Segafredo        | 140    |
| 7.º           | Patrick Konrad        | Bora-Hansgrohe        | 120    |
| 8.º           | Michael Matthews      | Sunweb                | 100    |
| 9.º           | Jelle Vanendert       | Lotto Soudal          | 80     |
| 10.º          | Enrico Gasparotto     | Dimension Data        | 68     |